# Tojolabal-Sprache
Tojolabal (Tojolab'al, Tojolwinik otik) ist eine indigene Sprache in Mexiko mit etwa 45.000 Sprechern.

## Name
Der Name der Sprache, Tojol ab'al, bedeutet „ursprüngliche Sprache“ oder „wahre Sprache“.

## Klassifikation
Tojolabal gehört zu den Maya-Sprachen und ist nahe mit der Chuj-Sprache verwandt.

## Verbreitung
Die Sprache wird laut Volkszählung von 2010 von 54.201 Menschen im mexikanischen Bundesstaat Chiapas in den Municipios Las Margaritas und Comitán gesprochen.